# Beck – Ur askan
Beck – Ur askan är en kommande svensk TV-film som har premiär på TV4 Play+ i slutet av 2025. Filmen kommer att bli den första i elfte säsongen baserade på Sjöwall Wahlöös fiktiva polis Martin Beck. Den är regisserad av Lisa Farzaneh, med manus skrivet av Annika Sandahl och Fredrik Agetoft.

## Handling
Filmen kretsar kring en mordbrand där en huvudpastor hittas innebränd i Jeriko församlingskyrka. Utredningen kompliceras när det visar sig att kyrkans andre pastor är en barndomsvän till Alex, vilket gör fallet personligt. Alex tvingas hantera en konflikt mellan sitt yrkesansvar och sitt förflutna.

## Rollista (i urval)
- Peter Haber – Martin Beck[4]
- Valter Skarsgård – Vilhelm Beck[1]
- Jennie Silfverhjelm – Alexandra "Alex" Beijer[4]
- Martin Wallström – Josef Eriksson[4]
- Måns Nathanaelson – Oskar Bergman[4]